# Гаврилов, Михаил Филиппович
Михаил Филиппович Гаврилов (25 февраля 1898 года, Боровичи, Новгородская губерния — 12 февраля 1963 года, Гродно) — советский военный деятель, генерал-майор (4 июня 1940 года).

## Начальная биография
Михаил Филиппович Гаврилов родился 25 февраля 1898 года в городе Боровичи ныне Новгородской области.
Работал конторщиком и счетоводом в акционерном обществе «Лесная торговля А. М. Григорьев» в Петрограде.

## Военная служба

### Первая мировая и гражданская войны
В феврале 1917 года призван в армию и направлен в 176-й пехотный запасной полк, дислоцированный в Красном Селе. В апреле того же года направлен на учёбу в 1-ю Ораниенбаумскую школу прапорщиков, дислоцированную в Старом Петергофе, после окончания которого 1 сентября произведён в чин прапорщика и назначен взводным офицером в 156-й пехотный запасной полк, дислоцированный в Астрахани. 24 декабря 1917 года М. Ф. Гаврилов направлен в отпуск по болезни, был приписан к Боровичскому уездному воинскому начальнику и в марте 1918 года демобилизован.
С апреля 1918 года работал чернорабочим на шахте «Боруголь» в Боровичах, с июня — контролёром-счетоводом в финотделе Боровичского горсовета, а с августа — в организации по снабжению продовольствием и топливом фабрик и заводов в Боровичах («Продфазтоп»).
29 апреля 1919 года призван в ряды РККА и направлен в штаб Восточного фронта в Симбирске и вскоре переведён в 439-й стрелковый полк, в составе которого служил командиром взвода и роты и принимал участие в боевых действиях против уральских казаков. 1 августа в бою в районе Илецка был ранен, после чего лечился в госпитале.
После выздоровления в январе 1920 года назначен на должность командира роты в составе 90-го стрелкового полка, после чего принимал участие в боевых действиях на Изборском направлении на Петроградском фронте, а затем обеспечивал охрану границы с Эстонией. 15 мая 90-й стрелковый полк передан в состав Западного фронта, после чего М. Ф. Гаврилов во время Советско-польской войны принимал участие в боевых действиях на реке Березина, в районе Бобруйска и на варшавском направлении. Во время отступления из-под Варшавы М. Ф. Гаврилов 23 августа в районе Белостока был тяжело ранен, после чего лечился в вологодском госпитале.
После выздоровления 9 октября 1920 года служил в 38-м запасном стрелковом полку, а 15 мая 1921 года переведён на должность командира роты в составе 604-го стрелкового полка, дислоцированного в Вологде.

### Межвоенное время
с ноября 1921 года находился в резерве комсостава при штабе Петроградского военного округа и в апреле 1922 года назначен на должность помощника командира роты в составе учебно-кадрового полка (56-я Московская стрелковая дивизия), дислоцированного в Старой Руссе. В мае 1922 года полк был передан в Туркестанский фронт, после чего вёл боевые действия на территории Западной Бухары против вооружённых формирований под командованием Муллы Кагара и других.
В ноябре 1922 года М. Ф. Гаврилов служил в 3-м Туркестанском стрелковом полку (1-я Туркестанская стрелковая дивизия) на должностях командира роты, начальника полковой школы, командира батальона и начальника штаба полка и до 1925 года принимал участие в боевых действиях против басмачества на территории Западной Бухары. В 1926 и 1931 годах окончил курсы «Выстрел».
В январе 1932 года направлен в Объединённую Средне-Азиатскую национальную школу имени В. И. Ленина в Ташкенте, где служил на должностях руководителя тактики и начальника учебного отдела. В феврале 1934 года назначен на должность помощника начальника 2-го отдела штаба Среднеазиатского военного округа, однако в июне 1935 года вернулся Объединённую Средне-Азиатскую национальную школу, где назначен на должность начальника группы специального отделения, а в июле 1937 года — на должность начальника курсов специальной переподготовки начсостава.
В декабре 1938 года назначен на должность помощника командира 83-й горнострелковой дивизии (Среднеазиатский военный округ), в августе 1939 года — на должность командира 182-й стрелковой дивизии (Московский военный округ), 9 мая 1940 года — на должность начальника Новосибирского военно-пехотного училища, а 14 марта 1941 года — на должность командира 98-й стрелковой дивизии (Уральский военный округ). 15 июня 98-я стрелковая дивизия в составе сформированной 22-й армии начала передислокацию в район Полоцка.

### Великая Отечественная война
23 июня 1941 года 98-я стрелковая дивизия была разгружена на станции Дретунь и после совершенного марша заняла рубеж по реке Западная Двина от г. Дисна до г. Дрисса, где с 26 июня вела тяжёлые оборонительные боевые действия. В начале июля войска противника взяли плацдарм на северном берегу Западной Двины в районе города Борковичи, который был занят 6 июля.
6 июля 1941 года генерал-майор М. Ф. Гаврилов назначен на должность заместителя командира 51-го стрелкового корпуса, который в период с 22 июля по 21 августа вёл боевые действия в условиях окружения в районе Невеля, командовал отдельными отрядами из частей корпуса. Генерал-майор М. Ф. Гаврилов вышел из окружения в составе группы из 184 человек с оружием и документами, после чего 21 августа приступил к формированию 112-й стрелковой дивизии, однако 23 августа из-за прорыва войск противника в тыл армии формирование дивизии было прекращено. При очередном выходе из окружения Гаврилов командовал отдельными отрядами вплоть до выхода в район города Торопец.
В конце августа был отозван в распоряжение штаба Западного фронта, а в начале сентября — в распоряжение Главного управления кадров НКО, откуда в том же месяце направлен в 4-ю отдельную армию. В ходе выполнения оперативных задач Военного совета армии на реке Свирь М. Ф. Гаврилов заболел, после чего лечился в госпитале. После выздоровления 11 ноября 1941 года назначен на должность командира 60-й танковой дивизии, которая в ходе Тихвинской наступательной операции принимала участие в разгроме противника в районе Тихвина и его преследовании до реки Волхов.
16 января 1942 года назначен на должность командира 53-й отдельной стрелковой бригады, которая в ходе Любанской наступательной операции действовала неудачно, в результате чего генерал-майор М. Ф. Гаврилов 21 марта освобождён от занимаемой должности и в мае назначен на должность начальника отдела боевой подготовки Волховской группы войск Ленинградского фронта (с 9 июня — Волховского фронта), а 10 августа 1942 года — на должность командира 259-й стрелковой дивизии, которая вскоре принимала участие в Синявинской операции, в ходе которой с 30 августа вела наступательные боевые действия в районе Гайтолово и к 4 сентября вышла к озеру Синявинское, где 5 сентября в окружение попали 949-й стрелковый полк и два батальона 944-го стрелкового полка. Все попытки деблокировать окруженные части были неудачны. В ходе этих боёв 8 сентября генерал-майор Михаил Филиппович Гаврилов был тяжело ранен, после чего лечился в госпитале.
После выздоровления с 25 июня 1943 года находился в распоряжении Главного управления кадров НКО 26 июля того же года назначен на должность командира 34-й запасной стрелковой бригады, преобразованной в марте 1944 года в дивизию, которая с января 1945 года дислоцировалась Белорусско-Литовском военном округе.

### Послевоенная карьера
После окончания войны находился на прежней должности.
В сентябре 1945 года назначен на должность заместителя командира 3-го гвардейского стрелкового корпуса (Барановичский военный округ), а с 25 октября исполнял должность командира 20-го стрелкового корпуса. После прибытия вновь назначенного командира в конце ноября переведён на должность заместителя командира корпуса.
Генерал-майор Михаил Филиппович Гаврилов 5 августа 1946 года вышел в отставку по болезни. Умер 12 февраля 1963 года в Гродно.

## Воинские звания
- Полковник (29 января 1936 года);
- Комбриг (4 ноября 1939 года);
- Генерал-майор (4 июня 1940 года).

## Награды
- Орден Ленина (21.02.1945);
- Три ордена Красного Знамени (18.12.1920[2][4], 17.12.1941, 03.11.1944);
- Медали.